# Valser (Chopin)
Frédéric Chopins valser är stycken som spelas likt andra valser i 3/4-takt, men skiljer sig markant från andra välkända valser så som de komponerade av Johann Strauss d.y.
De karaktäriseras av Chopins virtuosa pianospel och fria, levande melodier. Till skillnad från traditionella valskompositioner var inte Chopins valser menade som dansmusik, utan tänkta som salongsmusik, då Chopin ofta spelade för societeten i mindre lokaler. Han började komponera valser redan fjorton år gammal och fortsatte göra så till sin död 39 år gammal.

## Verk
Chopin valde att publicera åtta valser under sin egen livstid. Ytterligare fem publicerades årtiondet efter hans död, och därefter har ytterligare sju valser upptäckts.
Utöver dessa finns:
- 2 valser som är bevarade och i privatpersoners ägo
- 6 valser som tros vara förstörda
- 3 valser som är försvunna
- 5 valser som är dokumenterade men icke funna